# 加納治雄
加納 治雄（かのう はるお、1888年（明治21年）12月10日 - 1937年（昭和12年）10月11日）は、日本の陸軍軍人。最終階級は陸軍少将。旧姓・三橋。

## 経歴
東京府東京市小石川区新諏訪町（現・東京都文京区後楽）出身。陸軍文官・三橋淳の二男として生まれ、6歳で加納家の養子となる。開成中学校（現開成中学校・高等学校）、陸軍中央幼年学校予科、中央幼年学校を経て、1909年（明治42年）5月、陸軍士官学校（21期）を卒業。同年12月、陸軍歩兵少尉に任官し歩兵第34連隊付となる。
1914年（大正3年）8月、名古屋陸軍地方幼年学校生徒監に就任。中央幼年学校生徒隊付、同校副官、歩兵第34連隊付、同連隊大隊副官、同連隊中隊長、陸士副官、関東軍副官を務め、1926年（大正15年）3月、歩兵少佐に進級し歩兵第18連隊付となる。1927年（昭和2年）7月、岡崎師範学校配属（配属将校）となり、歩兵第3連隊大隊長を経て、1931年（昭和6年）8月、歩兵中佐に昇進し歩兵第3連隊付となる。第1師団副官を経て、1936年（昭和11年）3月、歩兵大佐に進み第1師団司令部付となる。
1936年11月、歩兵第1連隊留守隊長に就任し、1937年（昭和12年）9月、歩兵第101連隊長に発令され日中戦争に出征。同年10月、第二次上海事変で戦死し陸軍少将に進んだ。

## 栄典
- 1910年（明治43年）2月21日 - 正八位[6]
- 1913年（大正2年）4月21日 - 従七位[7]
- 1918年（大正7年）5月20日 - 正七位[8]
- 1923年（大正12年）7月31日 - 従六位[9]
- 1928年（昭和3年）9月1日 - 正六位[10]

勲章
- 1923年（大正12年）7月24日 - 勲六等瑞宝章[11]

## 親族
- 長男 加納敬隆（陸軍中尉）[1]
- 義兄 山本安次郎（海軍機関中将）[1]